# Tsentralna Rada

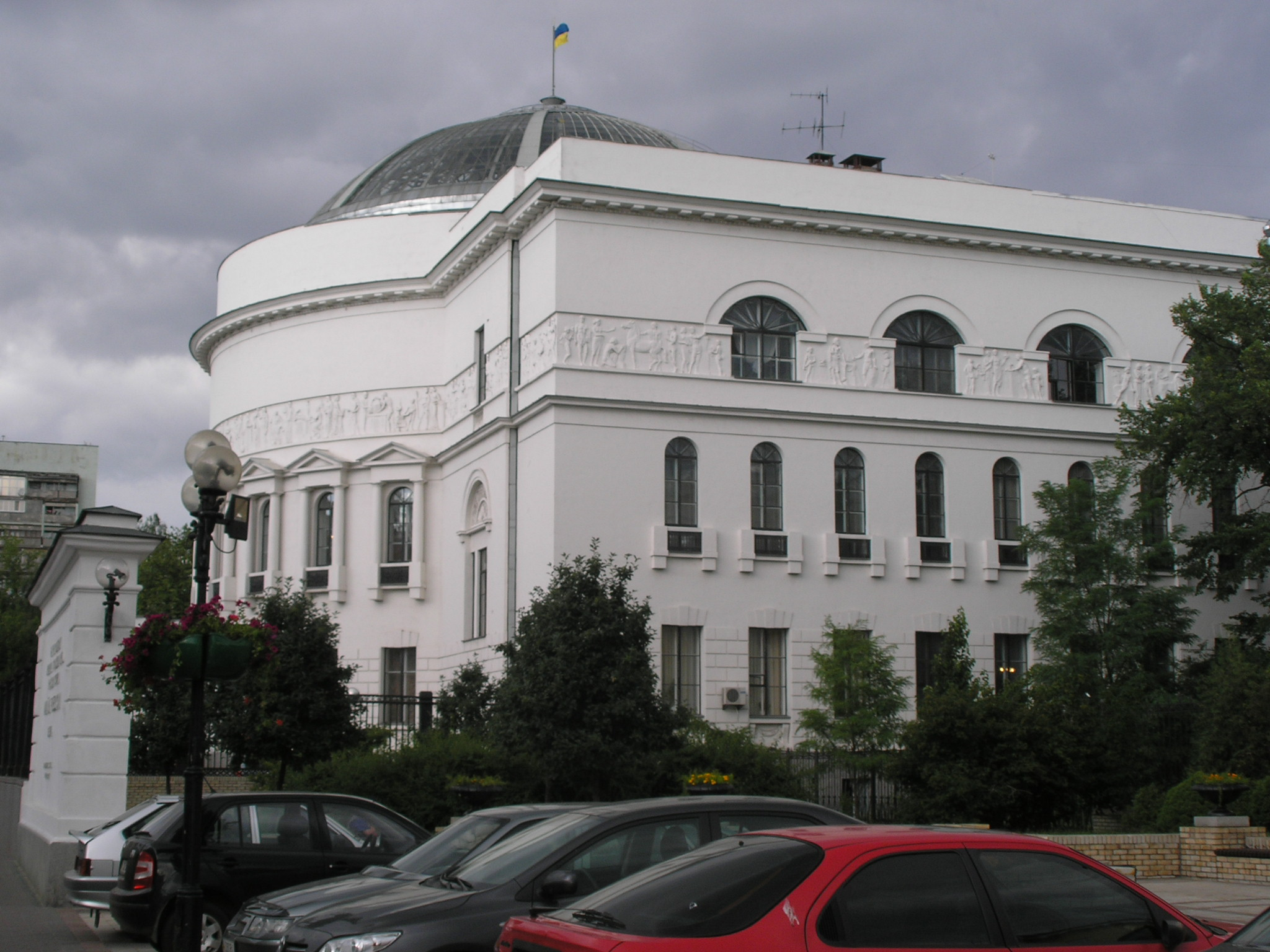
Ontmoetingsplaats van de Rada in Kiev

De Centrale Raad of Centrale Sovjet (Oekraïens: Центральна Рада, Tsentralna Rada) werd in 1917 opgericht als volksvertegenwoordigend lichaam van de Oekraïense Volksrepubliek, die eerst een autonome entiteit was en daarna, tot 1919, een onafhankelijke staat. Voorzitter van de Centrale Raad en daarmee de eerste president van een onafhankelijk Oekraïne was de historicus Mychajlo Hroesjevsky.
De ontwikkeling van de Centrale Raad verliep in stappen. In eerste instantie bestond deze geheel uit Oekraïners die pleitten voor enige autonomie binnen een democratisch en federaal Rusland, maar later werden ook niet-Oekraïners opgenomen en was complete onafhankelijkheid voor de Oekraïense Volksrepubliek het doel. De periode van de Tsentralna Rada was chaotisch, mede door de gevechten met en tussen de Russische Voorlopige Regering, de bolsjewieken en het Duitse Keizerrijk. De Rada was vergelijkbaar met een sovjet en werd gedomineerd door socialisten.